# Arthrostema ciliatum
Arthrostema ciliatum là một loài thực vật có hoa trong họ Mua. Loài này được Ruiz & Pav. mô tả khoa học đầu tiên.